# Valli Kafková

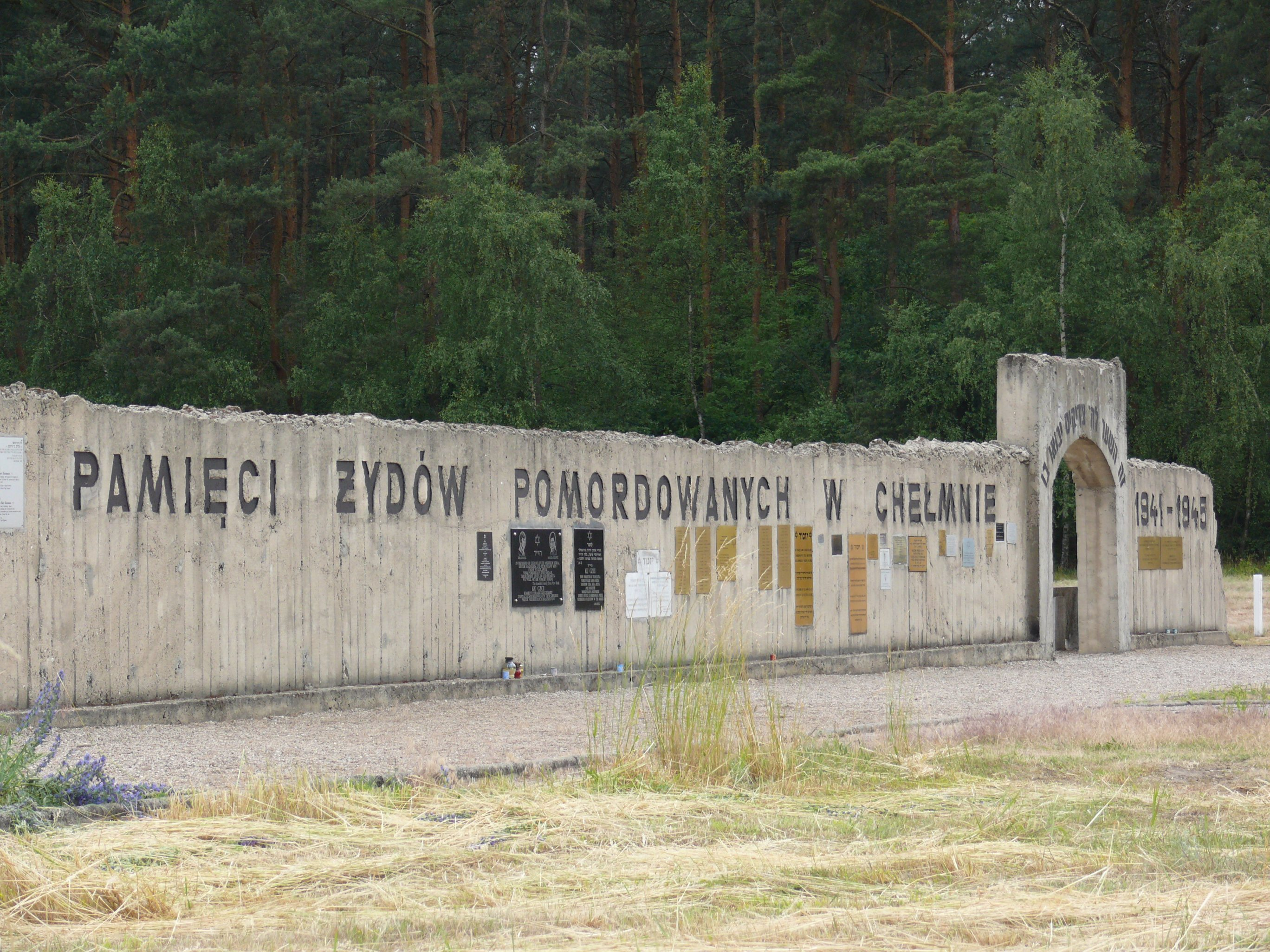
„Zeď paměti“ ve vyhlazovacím táboře Kulmhof u vesničky Chełmno nad Nerem (německy Kulmhof an der Nehr) asi 70 km od Lodže (2008)

Valli (Valerie) Kafka, provdaná Valli Pollak (25. září 1890, Praha – 10. září 1942, vyhlazovací tábor Chełmno, Polsko), byla druhou nejstarší sestrou českého německy píšícího spisovatele a právníka Franze Kafky.

## Život
Narodila se jako jedno ze šesti dětí Hermanna a Julie Kafkových. Valli Kafka navštěvovala německou dívčí školu v pražské Řeznické ulici, později pak soukromou vyšší dívčí školu. V roce 1913 se provdala za Josefa Pollaka (1882–1942), s nímž měla dvě dcery, a to Marianne (1913–2000) a Lotte (1914–1931). Byla jednou z prvních vyučujících na židovské škole v Praze, jež byla založena v roce 1920.
Na konci října roku 1941 byla Valli deportovaná spolu se svým manželem do židovského ghetta v Lodži. Zřejmě byla zavražděna na podzim roku 1942 v nacistickém vyhlazovacím táboře Chełmno (území Polska).
Její první dcera, Marianne Steiner, emigrovala společně se svým mužem Georgem Steinerem roku 1939 do Anglie. Až do konce života se starala o dědictví svého strýce Franze Kafky.

## Nový židovský hřbitov
Franze Kafky je pohřben v rodinné hrobce na Novém židovském hřbitově na pražském Žižkově (Izraelská 1). Je tam pohřben i jeho otec a matka. Jeho tři sestry, které zahynuly v nacistických koncentračních táborech na území okupovaného Polska, tam mají pamětní desku. Na ní je napsán následující text:
NA PAMĚŤ SESTER VÝZNAMNÉHO PRAŽSKÉHO /
 ŽIDOVSKÉHO SPISOVATELE, FRANZE KAFKY /
 ZAHYNULÝCH ZA NACISTICKÉ OKUPACE /
 V LÉTECH 1942-1943 //

 GABRIELA HERRMANNOVÁ NAR. 22.9.1889 //
 VALERIE POLLÁKOVÁ NAR. 25.9.1890 //
 OTILIE DAVIDOVÁ NAR. 29.10.1892

 , text na pamětní desce na Novém židovském hřbitově, 

## Galerie

Rodina Kafkova
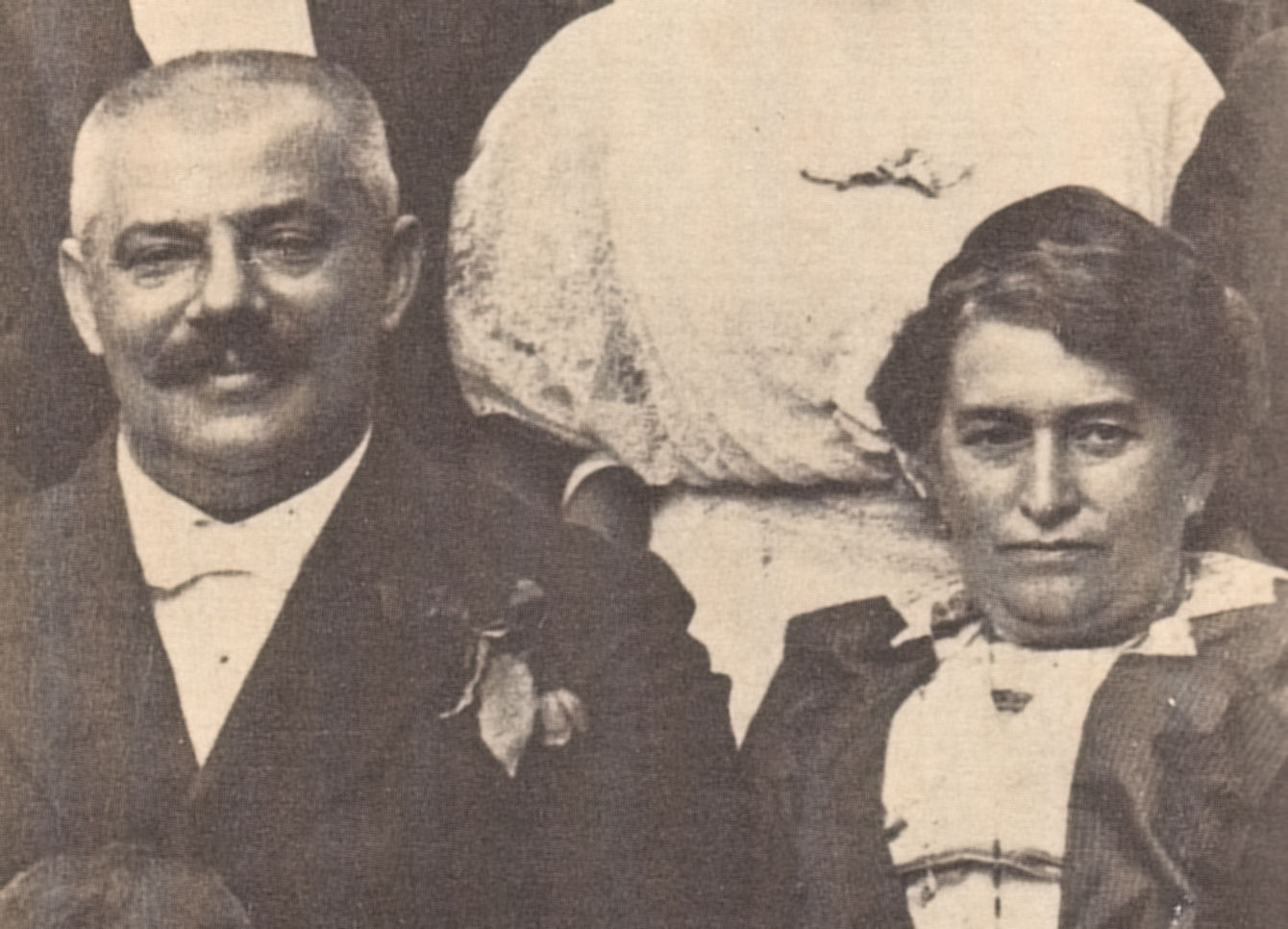
Rodiče Otilie (kolem roku 1913): Hermann Kafka a Julie Kafka
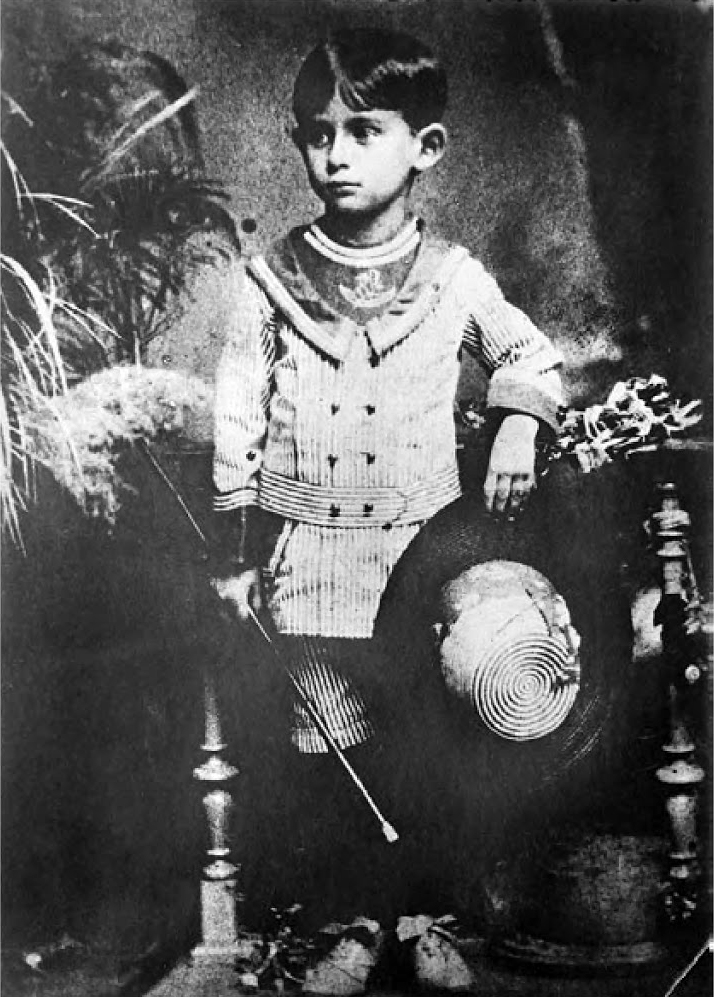
Bratr Valerie: Franz Kafka (kolem roku 1888)
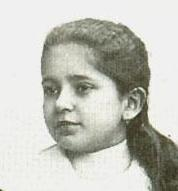
Sestra Valerie: Gabriele Kafka („Ellie“) (kolem roku 1898)
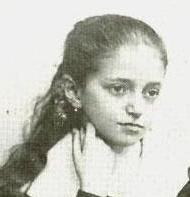
Valerie Kafka („Valli“) (kolem roku 1898)
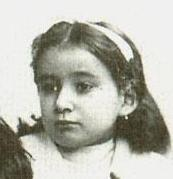
Sestra Valerie: Ottilie Kafka („Ottla“) (kolem roku 1898)
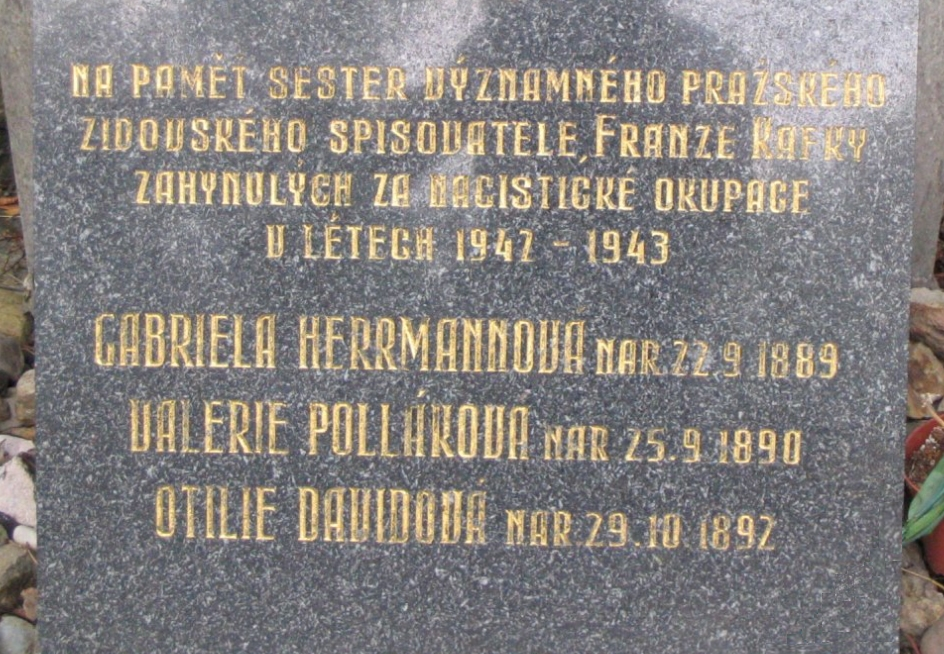
Pamětní deska tří Kafkových sester na Novém židovském hřbitově v Praze